# Social Pirates
Social Pirates è un cortometraggio muto del 1917 diretto da Walter C. Reed.

## Produzione
Il film fu prodotto dalla Fox Film Corporation.

## Distribuzione
Distribuito dalla Fox Film Corporation, il film uscì nelle sale cinematografiche USA il 1º gennaio 1917.